# Borgolieto
Borgolieto (Bargulé in dialetto locale) è un quartiere di Gussola, paese posto nella parte orientale della provincia di Cremona a pochi chilometri dalle rive del Po.

## Storia
Le origini del nucleo abitato risalgono ad almeno duemila anni fa: al 50 d.C. infatti, risale il primo ritrovamento archeologico del quale abbiamo notizia certa (Manoscritto inedito di Don Faverzani Archivio Parrocchiale di Gussola, Relazione del delegato dal sovraintendente ai beni archeologici Longari-Ponzone, Fonti orali). Si tratta del rinvenimento di monete, anfore, piccoli contenitori vitrei, manici di coltello, di una necropoli di età imperiale attiva dal 50 d.C. al IV secolo, oggetti rinvenuti nel 1883 e poi subito dispersi da operai del genio civile impegnati a lavori di sterro per la sopraelevazione del vicino argine maestro.
Tali reperti vennero alla luce a 1,2 m dal piano di campagna a pochi metri dalla Chiesa di San Benedetto, il luogo di culto più importante del paese.